# Сексард
Сексард (мађ. Szekszárd, хрв. Seksar) град је и седиште жупаније Толна у мађарској области Јужна прекодунавска регија, на југу Мађарске. Сексард је најмање жупанијско средиште у Мађарској.

## Положај
Град Сексард је смештен у јужном делу Мађарске, на 160 км јужно од Будимпеште.
Сексард се налази у средишњем делу Панонске низије, близу Дунава (10 km), а у подножју горја Мечек, на месту где се оно спушта у панонску равницу. Надморска висина града је прииближно 100 m.

## Историја
Сексард се први пут помиње 1015. године. Бенедиктински манастир у граду основан 1061. године од стране краља Беле I. Град се у следећим вековима развијао, али је током турског освајања Угарске у првој половини 16. века опустео.
Доласком хабзбуршке власти на ове просторе почиње значајан развитак града у 18. веку, прекинут великим пожаром 1794. године. Многе важне градске грађевине морале су се поново подизати током 19. века.
У граду је 1839. године један претплатник Павловићевог "Српског народног листа". Пренумерант Вукове књиге био је 1867. године Андрија Марковић Кречар са својом породицом.
Током 1994. године, град је коначно добио статус великог града, као седиште жупаније.

## Становништво
По процени из 2017. у граду је живело 32.528 становника.
| 1990.  | 2001.  | 2011.  | 2017.  |
| ------ | ------ | ------ | ------ |
| 36.857 | 36.007 | 34.296 | 32.528 |

Претежно становништво у насељу чине Мађари римокатоличке вероисповести.

## Партнерски градови
- Лугош
- Фађет
- Битигхајм-Бисинген
- Безон
- Бечеј

## Галерија
- Градски трг у Сексарду
- Градска кућа Сексарда
- Здање жупаније Толна
- Главна римокатоличка црква